# Nychiodes princeps
Nychiodes princeps là một loài bướm đêm trong họ Geometridae.